# Kako se je ježek ženil
Kako se je ježek oženil je belokranjska ljudska pravljica. Prvič je bila objavljena v zbirki Zlata ptica, leta 1965, v  triintrideseti knjigi z naslovom Sto belokranjskih. Pravljice je zapisal Lojze Zupanc, ilustrirala jih je Cita Potokarjeva, opremil pa Branko Simčič. Knjiga ima 216 strani in je izšla v 3000 izvodih.

## Vsebina
V smuškem gradu je živel graščak, ki je vsak dan v bližnjih lozah lovil zajce. Nekega dne pa je v lozi zašel in ni našel poti v grad. Ves dan je taval in taval, ko pa se je zmračilo, je legel pod hrast, da bi tamkaj prenočil. Še preden je zaspal, je zaslišal glas : »Če mi daš eno svojih hčera za ženo, pa ti pokažem pot v grad.« graščak vstane, gre za glasom in najde v listju pod košato bukvijo bodikavega ježa. »Si ti govoril?« ga je vprašal graščak. »Da!« je odvrnil jež. »Tri hčere imam,« je rekel graščak. »Dobil boš tisto, ki te bo hotela za moža. Zdaj pa mi pokaži pot v grad!« Jež je šel na pot. Drobnel je in drobnel, graščak pa je hodil za njim, dokler nista prispela v smuški grad. Tri zaskrbljene hčerke so pritekle k očetu in ga radostno objele. »V lozi sem zašel, a rešil me je jež, ki mi je pokazal pot,« je dejal graščak. »Za plačilo pa si je izgovoril eno izmed vas za ženo.« »Le kaj mu ne pride na misel!« se je zahihitala najstarejša hči in pohitela v svojo kamrico. »Le kaj si domišlja, bodičnik mali!« se je zasmejala druga hčerka in mu pokazala hrbet. »Oj, ježek, le kaj ti ne pade v drobno srčece!« je rekla najmlajša hčerka, se sklonila ter pomilovalno podrgnila svoj nosek ob ježev smrček. Pa se je zbodla v ježeve bodice, da je kapljica krvi potekla iz njenega noska in kanila na ježev smrček. Takrat pa so ježu odpadli bodci in pred mladenko  je zrasel lep mladenič. »Pred sto leti me je čarovnica Škrbababa uklela in spremenila v ježa, tvoja kri pa me je rešila!« je zaklical presrečni mladenič in objel nevestico.
Tako se je ježek oženil.
loza = gozd

## Analiza
Pravljica Kako se je ježek oženil ima mnogo značilnosti ljudskega slovstva. Konča se srečno, saj obstaja meja med dobrim in zlim. Dobro je nagrajeno, slabo kaznovano, zato se najmlajša hčerka zaradi svoje dobrote na koncu poroči z lepim mladeničem. Narava je vsemogočna, ježek lahko govori, svetuje, razmišlja, na koncu pa se spremeni  v mladeniča. Nastopa tudi pravljično bitje s čudežno močjo, to je čarovnica Škrbababa, ki je začarala ježka. Književne osebe so poimenovano nedoločeno (graščak, najmlajša hčerka, druga hčerka, najstarejša hčerka, ježek) ali pa imajo izmišljena imena, kot čarovnica Škrbababa. Pojavlja se tudi mnogo drugih značilnosti, npr. ponavljanja (taval in taval; le kaj, le kaj; drobnel je in drobnel), pomanjševalnice (ježek, nosek, srčece, kamrica, kapljica,  nevestica), pravljična števila (tri hčere, pred sto leti), okrasni pridevki (košata bukev, bodikavi jež). Čas v pravljici ni določen, ampak piše, da se je zgodilo nekega dne. Kraj je določen, saj je omenjeno dogajanje na  smuškem gradu in v njegovi okolici. Grad Smuk stoji v Beli krajini, iz česar je jasno, da je pravljica belokranjska.

## Interpretacija

### Liki
Ježek je glavna književna oseba in je žrtev čarovnice, vendar ga reši pravica med dobrim in zlim. Je prijazen in graščaku pokaže pot do gradu, ta pa mu obljubi hčer za ženo. Jež kaže zelo samozavestno osebnost, saj verjame v poroko z zalim dekletom in to še celo sam predlaga. Najmlajša ga res hoče za moža, zato ga poljubi na smrček. Ker se je zbodla, je kapljica krvi iz njenega nosu kanila na ježev smrček in jež se je spremeni v lepega mladeniča.
Graščak je oče treh hčera, ki je vsak dan v bližini gradu lovil zajce. Ker se je nekega dne izgubil, mu je ježek pokazal pot, v zameno pa mu je obljubil za ženo svojo hčer. Graščak je zelo zaupljiv in nerealno se zdi, da obljubi svojo hčer za ženo ježu. Ne pogaja se z njem, ampak misli le na to, da bo prišel srečno iz gozda. Prav tako drži obljubo in hčera ne napeljuje na zvijačo, kot se zgodi v drugih inačicah, kjer jim naroči naj zaprejo vsa vrata.
Najmlajša hčerka je edina, ki ježa ne zasmehuje in se želi poročiti z njim. Ker je dobra in prijazna, se ji to povrne, da se jež spremeni v človeka in tako se poroči se z lepim mladeničem. Bila je zelo ponižna, saj ni ugovarjala in razmišljala o svoji prihodnosti, kako bo imela za moža ježa. S svojim vedenjem nas uči skromnosti in zadovoljstva z majhnimi stvarmi.
Starejši hčerki sta zavrnili poroko z ježkom, zato je njuna nesramnost kaznovana tako, da ostaneta brez ženina in se mlajša hčer poroči pred njima. Človeško je, da se nista hoteli poročiti z živaljo, vendar v pravljici nastopita kot prevzetnici, ki se jima ne smili drugo bitje in nista hvaležni za očetovo vrnitev. V tej pravljici ne omenja veliko njune nesreče in ljubosumja, kar se zgodi v drugih inačicah, ko si ponekod celo vzameta življenje.
Čarovnica Škrbababa je pravljično bitje in je pred sto leti uklela mladeniča, da se je spremenil v ježka. Ne nastopa neposredno, zato ne izvemo, zakaj je začarala ježa, vemo le, da je ona kriva za njegovo nesrečo. V pravljici je omenjena le na koncu, ko mladenič razlaga, zakaj je sploh postal jež.

### Teorija Vladimirja J. Proppa
Pravljice je razdelil na čudežne, realistične in živalske pravljice.
Funkcija dejanja lika je pogojena z njegovim pomenom za razvoj dogajanja. Enaintrideset funkcij predstavlja stalnice v pravljicah.  Sedem likov v ljudski pravljici pa predstavlja spremenljivke (pošiljatelj, sprejemnik, objekt, subjekt, pomočnik, nasprotnik, lažni junak).
Funkcije po Proppu:
- Izhodiščno stanje je graščak, ki se uleže pod hrast, da bi prenočil v gozdu, saj se je izgubil. Kmalu se zasliši glas ježa.
- Eden od članov družine odide od doma: Graščak gre vsak dan lovit zajce v bližnji gozd.
- Enemu od družinskih članov nekaj manjka, nekaj hoče imeti: Tri hčerke so neporočene, zato želijo ženina.
- Junak izve za nesrečo, nekdo se nanj obrne s prošnjo ali ukazom, ga nekam pošlje: Jež izve, da se je graščak izgubil v gozdu.
- Junak zapusti dom: Jež pokaže pot iz gozda graščaku in gre k njem domov.
- Junak prejme čudežno sredstvo: Najmlajša hčerka poljubi ježka in kaplja krvi se ulije iz njenega nosu, zato se ježek spremeni v mladeniča.
- Škodljivec je premagan: Čarovnica Škrbababa nima več moči nad ježkom, ježek ni več začaran.
- Junak dobi novo podobo: Ježek postane prelep mladenič.
- Junak se poroči: Mladenič, ki se je spremenil iz ježa se poroči z najmlajšo hčerko graščaka.

Spremenljivke po Proppu:
1. Škodljivec: Čarovnica, ki je zaklela ježka.
2. Darovalec: Ježek, ker pokaže graščaku pravo pot. / Graščak, ki daruje za nagrado svojo hčer za ženo ježu.
3. Pomočnik: Graščakova najmlajša hčer, ker ježka poljubi.
4. Graščak in njegove hčerke
5. Pošiljatelj: Starejši hčerki, ki zaradi svoje zlobe prepustita ježka za moža najmlajši hčerki.
6. Junak: Ježek, ker postane prelep mladenič.
7. Lažni junak/antijunak/vsiljivec: /

## Motivno-tematske povezave
Kako se je ježek oženil je ljudska pravljica, ki se je iz roda v rod spreminjala in tako so na različnih slovenskih ozemljih nastale inačice, ko se jež spremeni v lepega mladeniča in poroči z dekletom. Nekatere pravljice so različno naslovljene, čeprav je njihova vsebina ista, druge pa imajo enak motiv.
- O ježu, ki se je poročil in spremenil v prelepega mladeniča
  - Sin jež po zapisu Frana Miličinskega: Bilo je nekoč…

Živela sta cesar in cesarica, ki sta imela veliko premoženje, toda nikogar, ki bi mu zapustila bogastvo. Iz obupa je cesarica rekla: »O, da bi dobila sina, ni treba, da je večji kakor ta jež.« Ko se jima je rodil sin jež, ga nista marala in sta ga spodila v gozd. Ker je jež pomagal kralju iz gozda, mu je ta obljubil hčer za ženo. Hotela ga je le najmlajša in ko ga je poljubila, se je spremenil v prelepega mladeniča.
- - Sin jež iz knjige Slovenske narodne pravljice, ki jih je zbral Alojzij Bolhar.

Zaradi matere se je sin spremenil v ježa in odšel po svetu. Ustavil se je pri kmetu, da bi postal pastir prašičev, vsako leto naj bi jih gnal sto, nazaj pa pripeljal še enkrat več. Med letom je prišel v gozd mož in se izgubil. Tri leta zapored mu je jež pokazal pot in na koncu za plačilo zahteval poroko z eno od hčera. Mož je zajahal konja, jež petelina in odšli so dobre volje proti hiši. Starejši hčeri sta poroko z ježem zavrnili, mlajša pa se ga je usmilila in jež se je spremenil v prelepega mladeniča. Starejši hčeri sta si iz ljubosumja vzeli konec.
- - Janček-Ježek (prekmurska pravljica) iz knjige Babica pripoveduje: Slovenske ljudske pripovedi

Mati je mesila kruh in mali Janček je vedno silil k njej. Ker je bila mati nejevoljna, ga je odgnala: »Beži no, ježek!« Tako se je sin spremenil v ježa in moral je od doma. V gozdu se je izgubil grof in ježek mu je pokazal pot iz njega, v zameno pa je dobil njegovo hčer za ženo. Usmilila se ga le najmlajša in še preden so prišli pred oltar, se ježek spremeni v prelepega mladeniča. Starejši sestri sta postali ljubosumni, mlajši pa je bila poplačana njena prijaznost.
- Motiv, ko se žival spremeni v človeka
  - Žabji princ (pravljica bratov Grimm).

Princesa poljubi žabo in ta se spremeni v prelepega princa, s katerim se poroči.
- - Jure Kvak Kvak (pravljica pisateljice Saše Vegri).

Jure je bil vedno zelo žejen in svojo teto Otilijo je ves čas prosil za vodo. Ta mu je rekla, da bo postal žaba. Jure se res spremeni v žabo in teta mu ustreže v vsem, zato mu pripravi smetano z jagodami. Ko je to pojedel, je ponovno postal človek.
- - S kačo se je oženil iz knjige Slovenske ljudske pripovedi, ki jih je zbrala Kristina Brenkova.

Živel je kmet s tremi sinovi, ki so se želeli poročiti. Ker so bili revni, jim je oče odsvetoval, saj jih nobena ne bi hotela. Najprej je šel od doma starejši sin in se kmalu vrnil z ženo, nato še srednji sin in na koncu tudi najmlajši Mižek. Ko je prepeval na poti ob stari vrbi sliši glas kačje kraljice, ki se mu ponudi za ženo in mu da ključek, ki izpolni vse želje. Naslednji dan je Mižek držal obljubo in se res poročil z njo, ob polnoči pa se je grda kača spremenila v prelepo nevesto in ostala sta srečna skupaj.
- - Lepotica in zver

Sebičnega princa je čarovnica za kazen spremenila v zver. Do njegovega enaindvajsetega leta bo cvetela čarobna vrtnica in preden bo zadnjič odcvetela, mora princ najti osebo, ki jo bo ljubil, ona pa mu bo morala ljubezen vračati. Drugače  bo vse življenje ostal zver.
- - Kraljična ukleta v kačo iz knjige Bajke in pripovedke slovenskega ljudstva (nemška pravljica, Kanjski grad)

Mladenič se je poleti sprehajal med Obirjem in Staro goro in nad gradom opazil lepo devico, ki mu ponudi zlato, če jo reši. Naroči mu tri šibe in z vsako jo mora udariti trikrat. Najprej se bo spremenila v kačo, potem mu bo segla do kolen in na koncu se mu bo ovila okoli vratu, toda ne sme se ustrašiti. Vendar fant se je ustrašil in v spomin zasadil šibe, iz njih bodo zrasla debla, iz debel bo stesana zibelka za otroka, ki bo rešil devico.
- Zgodbe, kjer je osrednji junak jež

Lisica in jež (pravljica iz Slovenskih goric); Veverica in jež; Jež in srna; Zajec in jež tekmujeta; Ježek Špikec (pravljica); Ježek, miška in lisica (slovenska ljudska pripovedka);
Od kdaj ima jež bodice
- Motiv gozda

Predstavlja soočanje z notranjo temo, njegov simbolni pomen je neprehodni gozd, v katerem se izgubimo. To simbolizira temni, skriti del našega nezavednega. V gozd po navadi vstopajo z nerazvito osebnos]jo, ko pa najdejo pot ven, to predstavlja človekovo zrelost. Izgubljenost v gozdu pomeni predvsem to, da moramo najdi oz. odkriti del sebe. Pravljice, kjer se človeško bitje izgubi v gozdu: Janko in Metka, Sneguljčica, Rdeča kapica...

## Izdaje
- 1. izdaja: Lojze Zupanc: Sto belokranjskih (Kako se je ježek oženil), Mladinska knjiga, Ljubljana 1965
- 2. izdaja: Kristina Brenkova: Sto najlepših pravljic in pripovedk iz zbirke Zlata ptica (Kako se je ježek oženil), Mladinska knjiga, Ljubljana 1988